# 일본의 구석기 시대

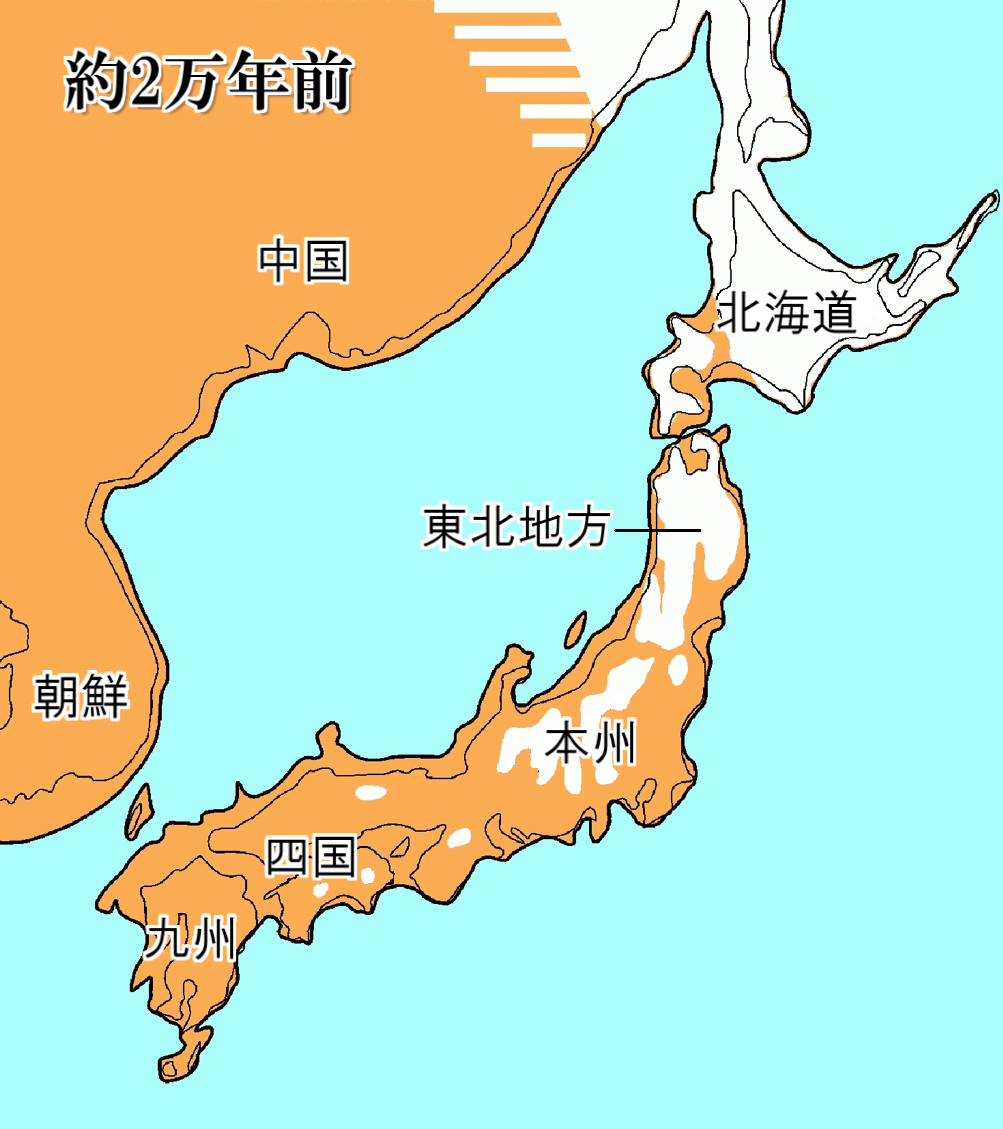
해수면 위의 지역
식물 무생식 지역
바다

일본 열도의 구석기 시대(일본어: 日本列島の旧石器時代)는 인류가 일본 열도로 이주하기 시작한 때부터 1만 6500년 전까지로 여겨진다. 무토기 시대(無土器時代), 선토기 시대(先土器時代), 이와주쿠 시대(岩宿時代)라고도 한다.

## 개요
이 시대에 속하는 유적은 일본 열도 전체에서 1만 곳 이상 발견되었다.
지질학적으로는 빙하기라고 불리는 신생대 제4기 플라이스토세(약 2백만 년 전부터 1만 년 전) 말기부터 홀로세(1만 년 전부터 현재까지) 초기까지를 말한다. 유럽의 고고학 시대 구분으로는 후기 구석기 시대에 대강 상응한다. 
구석기 시대의 말기(末期)는 아오모리현 히가시쓰가루군 소토가하마정 오다이야마모토이치 유적(大平山元I遺跡)에서 출토된 토기에 붙은 탄화물의 연대가 '가속기 질량 분석법(AMS법)에 따른 역년 교정연대'에 의해 1만 6500년 전으로 나왔기 때문에, 이 시기로 추정한다.
시기에 관해서는 인류가 일본 열도에 처음으로 유입된 시기에 맞추어, 그 연대에 관해 많은 논의가 이루어지고 있다. 5만 년 전 또는 8-9만 년 전으로 거슬러 올라가는 이와테현 도노시 가네토리 유적(金取遺跡) 출토 석기와 2009년 도시샤 대학 등에 의해 발굴 조사된 시마네현 이즈모시의 스나바라 유적(砂原遺跡) 출토 석기의 분석 결과로부터 12만 년 전으로 거슬러 올라간다는 가즈토 마쓰후지 도시샤대학 교수 등의 견해도 있는가 하면, 현세 인류(호모 사피엔스) 이전 인류의 열도 도항 능력과 시기 문제, 석기 출토 지층의 연대 측정상의 문제 등에서 4만 년 전(후기 구석기시대) 이전으로 거슬러 올라갈 가능성에 대해 부정적인 쓰쓰미 류 메이지 대학 연구원의 견해 등이 있고, 2020년대가 된 오늘날에도 의견이 분분하다. 적어도 현재로서는 4만 년 전보다 더 거슬러 올라가는 유적으로 모든 구석기 시대 연구자가 긍정하는 유적은 존재하지 않는다고 본다.

### 일본 열도의 형성
일본에 불완전하지만 호상 열도의 형태가 완성되기 시작한 것은 지금부터 약 1,500만 년 전으로, 현재의 지질학적 구조는 약 300만 년 전에 거의 완성되었다. 플라이스토세의 빙기와 간빙기가 번갈아 반복되는 빙하기에는 지형 변화가 일어났다.
지질학적으로는 유라시아 판의 동쪽 끝과 북아메리카 판의 남서쪽 끝에 위치한다. 이들 2개 대륙판 아래 태평양판과 필리핀해판 등 2개 해양판이 가라앉는 운동으로 대륙에서 분리된 호상열도가 된 것으로 추정된다.
이때는 아직 유라시아 대륙과 육지로 연결된 일종의 반도였다. 일본은 플라이스토세(180만~1만 년 전)에서는 대륙과 이어져 있어서 전체적으로 한반도와 같이 동아시아대륙의 동단의 반도를 이루고 있었으며, 대륙과 같은 구석기문화가 전개되고 있었다. 플라이스토세 전기에서 중기에 걸쳐서 빙하기와 간빙기가 2번 반복하고 여기에 동반하여 간빙기에는 해수면이 상승하고 빙하기에는 하강하였다. 이때, 화산의 분화에 따른 지각변동으로 지형의 변화가 일어났다. 그러나 이 시기까지는 일본열도와 동아시아대륙의 지세는 변하지 않았다. 그래서, 약 2만 년 전까지 유라시아 대륙과 연결되어 인류의 왕래가 이루어졌던 일본 열도:17 는 플라이스토세 후기(12만 6천 년 전~1만 년 전)가 되면, 전 세계적으로 대량의 빙하가 녹아서 해수면이 상승하여 약 1만 2천 년 전에 대한해협(현해탄)과 쓰가루 해협 등 일본을 둘러싼 여러 해협이 형성되고 최종적으로는 홀로세 초인 1만 년 전쯤 모든 해협이 확정되어 유라시아 대륙에서 완전히 분리되었다.:17
이처럼 종래의 학설에서는 빙기에 일본 열도는 유라시아 대륙과 연결되어 있어 일본인의 선조는 사냥감을 쫓아 일본 열도까지 오게 된 것으로 여겨져 왔으나, 최근의 연구에서는 빙기의 최한기(最寒期)에도 쓰가루 해협, 쓰시마 해협에는 바다가 남아 있어 대륙과 연결되어 있지 않았다는 것을 알게 되었다. 또한 배를 타지 않으면 왕래할 수 없는 이즈 제도·고즈 섬의 흑요석이 간토 지방의 후기 구석기 시대의 유적에서 발견된 것에서 “일본인의 선조는 배를 타고 일본 열도로 왔다.”라는 연구자의 발언도 신문에 보도되었다. 그러나 이 시기에는 배 유물이 발견되지 않았기 때문에 소수 의견이다.
한편, 후기 구석기 시대 초기인 약 4만 년 전부터 흑요석 채굴이 계속되어 온 도치기현 다카하라 산 흑요석 원산지 유적군(高原山黒曜石原産地遺跡群)에서 지적이고 효율적인 작업 흔적도 확인되고 있다. 

### 동물상
일본 열도에는 여러 차례 북, 서, 남의 해협(마미야・소야・쓰가루・쓰시마・대한해협 등)을 통해 다양한 동물이 건너왔다고 여겨진다. 게다가 그 동물들을 쫓아 구석기인이 건너왔다고도 한다.
최종빙기에 대륙과 연결된 홋카이도만은 매머드 동물군이 소야 해협을 건너올 수 있어서 그들의 혼합상이 되었다.
나우만코끼리는 약 35만 년 전에 일본 열도에 나타나서 약 1만 7000년 전에 멸종되었다. 나가노현 가미미노치군 시나노정 노지리코 유적군의 약 4만 년 전의 지층에서 나우만코끼리의 뼈로 만든 제품이 모여서 발견되었다.

### 식생
플라이스토세도 중반을 지나면 한랭한 빙기와 온난한 간빙기가 약 10년 단위로 반복하게 되었고, 식생의 변화도 그에 대응하도록 규칙적인 변화를 반복하게 되었다.
빙기를 약 6만 년 전을 경계로 전반과 후반으로 나누면 전반은 온대성 침엽수가 차지하는 침엽수림의 시대이고 후반은 약 5만 년 전과 약 2만 년 전 냉대 침엽수가 번성하는 시기와 그 이외의 참나무속이 번성하는 시대로 이루어진다. 그리고 최종빙기의 절정인 약 2만 년 전의 식생은 홋카이도 남부에서 주오 고지에 걸쳐서는 냉대성 침엽수림으로 그보다 서쪽은 온대성 침엽수·활엽수의 혼합림이 광범위하게 넓어졌다. 난온대 활엽수림인 조엽수림은 서남 일본 태평양 측 연안 일부와 남서 제도로 후퇴하고 있었다.
한편 아이라 Tn 화산재(AT 화산재)는 일본 열도 전체를 뒤덮을 정도의 아이라 칼데라의 거대 분화로 인해 초래되어 규슈에서 동북 일본에 이르는 식생에 큰 영향을 미쳤다. 기후가 한랭화로 가는 과정에서 분화가 일어나 침엽수림화를 앞당겼다. 이는 동물군과 인간사회에도 영향을 미쳤다. 예를 들어 지금까지는 전국 균일한 석기 문화를 보유하고 있던 것이 지역적 특색이 있는 석기 문화권, 즉 서일본과 동일본 같은 석기 문화권 성립에 영향을 미쳤을 가능성을 생각할 수 있다.
일본 열도에서 빙기에서 간빙기로의 급격한 변화는 플라이스토세에서 홀로세로의 변화도 급격했으며 기후 변화, 해면 변화, 식생을 포함한 생태계의 변화도 급격했다. 후기 구석기 시대는 졸참나무, 밤나무, 상수리나무를 주체로 한 낙엽 활엽수림이 서일본에서 동일본을 덮게 되었다.

## 석기

### 전·중기 구석기의 발굴
일본은 산성 토양이 많기 때문에 뼈 등이 잘 남아있지 않아 전기·중기 구석기 시대 유적으로 여겨지는 것은 발견하기 어렵다. 최근의 고고학 조사에 의해 수는 적지만 이와테현 도노시의 가네토리 유적에서 9-8만 년 전의 중기 구석기로 여겨지는 것과 시마네현 이즈모시의 스나바라 유적에서 약 12만 년 전의 전기 구석기로 여겨지는 유물이 발견되어 그 존재 여부에 관한 논의가 계속되고 있다.
일본에서는 조몬 시대 이전 시대를 선토기 시대 또는 무토기 시대라고 부르며, 토기 시대 이전의 유적이나 유물이 오랫동안 발견되지 않아 토기 이전에 일본 열도에 인류가 거주하지 않았던 것으로 여겨졌지만, 1949년에 아이자와 타다히로가 이와주쿠(군마현 닛타군 가사카케촌, 현재의 군마현 미도리시 가사카케정 아자미에 속함)의 간토 롬층에서 구석기를 발견했다. 일본 구석기 시대의 조사·연구는 여기서 시작되었다. 현재까지 일본 열도 전역에서 4,000곳이 넘는 유적이 확인되었다. 이들 유적의 대부분이 약 3만 년 전부터 12,000년 전인 후기 구석기 시대에 남겨진 것이다.
후기 구석기 시대가 증명되자 더욱 오래된 유적의 발굴이 시도되었다. 1960년대부터 오이타현 니우·소즈다이, 도치기현 호시노 유적, 이와주쿠 D 지점 등이 조사되어 전기 구석기 존재 여부에 대한 논쟁이 벌어졌으나 많은 연구자의 동의를 얻지 못했다. 이 논쟁들은 '니우 논쟁' '규암제(珪岩製) 전기 구석기 논쟁' 등으로 알려져 있다.
1970년대에 들어서자 전기 구석기 발굴은 희미해져 층위 편년 연구나 유적 구조의 해명으로 관심이 옮겨졌다.
구석기 조작 사건: 1980년대부터 동북 지방을 중심으로 전기 구석기시대·중기 구석기시대가 일본에 존재했다는 증거가 속속 '발견'됐다. 발견의 중심인물은 후지무라 신이치로, 종래의 상식을 뒤집는 '성과'로 여겨졌고, 일본의 구석기 시대는 약 70만 년 전까지 거슬러 올라가게 되었다. 그러나 2000년 11월 후지무라가 미야기현 가미타카모리 발굴 현장에서 석기를 묻는 장면을 마이니치 신문 취재반이 촬영하였고, 그해 11월 5일 구석기 발굴 조작을 보도했다. 이후 일본 고고학협회 조사에서 후지무라가 관여한 33개 유적 모두가 의심스러운 것으로 알려져 현재까지 전·중기 구석기시대의 확실한 유적은 일본에 존재하지 않는 것으로 이해된다.
나가노현 이다시에서 다케사나카하라 유적이 발굴 조사되었다. 이 유적 4곳의 석기 밀집지에서 800여 점의 유물이 출토되었다. 석기 포함층의 퇴적 연대를 자연과학 분석(화산재 분석, 식물 규산소 분석, 탄소14 연대 측정법, 광루미네선스 연대 측정 등) 결과 3만-5만 년 전 유물로 나타났다. 네 곳에서 출토된 석기는 두 그룹으로 나눌 수 있으며, 하나는 3만-3만 수 천 년 전(후기 구석기시대 초), 다른 하나는 3만 수 천 년 전-5만 년 전의 것으로 추측되고 있다. 즉, 중기 구석기시대에서 후기 구석기시대로 옮겨가는 시기의 유적으로 여겨진다.

### 후기 구석기의 특징
일본 열도의 후기 구석기 시대는 약 35,000년 전에 시작되어 조몬 시대로 들어서는 약 15,000년 전까지 약 20,000년간 지속되었다. 유적은 전국적으로 약 10,000곳 이상이 확인되었다. 이들 유적에서 출토된 유물의 대부분은 석기이며, 유구는 역군(礫群) 이외의 것이 출토되는 경우는 극히 드물다(다른 함정 등이 있다). 석기만 발견되는 이유는 유기 재료로 만든 도구가 땅속에서 분해되어 잘 남지 않기 때문이며, 유구도 그럴 가능성이 높다. 다만 유구는 아마도 매우 간소했을 것으로 추측된다.
구석기 시대 석기 밀집지 2곳과 단독 출토지 1곳을 살펴보았더니, 약 3만 년 전 지층에서 안산암으로 만든 커다랗고 세로로 긴 박편이 단독으로 출토되었다. 또한 약 2만 5천 년 전의 석기 밀집지 2곳이 인접하여 발견되었으며, 흑요석제 칼 모양 석기 2점과 흑요석·셰일·안산암 박편과 몸돌이 출토되었다.
후기 구석기 시대는 전후반으로 구분되어 있으며 층위적으로는 약 29,000년 전 일본 열도를 뒤덮을 만큼 넓은 범위에 쏟아진 아이라 Tn 화산재를 포함한 층을 기준으로 한다. 석기의 구분으로는 다음과 같은 특징이 있다.
전반기 초(약 35,000-33,000년 전)에는 사다리꼴 석기와 국부 마제 돌도끼가 대표적으로 열도에 널리 분포한다. 지역색은 아직 뚜렷하지 않았던 것으로 보이지만, 조금 늦게 세로로 긴 박편을 가공하여 뾰족하게 만든 석창으로 추측되는 석기('칼 모양 석기'라고 불리는 석기의 일부)가 동일본을 중심으로 분포하며, 큰 틀에서 서일본과의 차이가 나기 시작했다. 전반기 말(약 29,000년 전까지)이 되면 돌날 기법이 확립되어 석창의 발달이 두드러진다. 이러한 경향 역시 동일본에서 뚜렷했다. 한편, 긴키 지방부터 세토우치 지방까지는 그러한 돌날 기법보다 가로로 긴 박편 박리 기술이 사용되는 경우가 많아, 후반기에는 '세토우치 기법'으로 진화한다. 전반기 말에는 사다리꼴 석기와 국부 마제 돌도끼가 매우 적다.
후반기의 연대는 약 29,000-15,000년 전에 해당하며 큰 틀에서는 '칼 모양 석기'가 활발히 제작되던 시기(17,000년 전까지)와 그 제작이 종료되고 잔돌날이 활발히 제작되던 시기(15,000년 전까지)로 나뉜다. 다만 홋카이도는 사할린 및 연해주와 육지로 이어져(고사할린-홋카이도 반도)있었기 때문에 대륙의 동향과 밀접하게 연관되어 고혼슈 섬(육지로 이어져 있던 혼슈·시코쿠·규슈와 부속 도서)과는 다른 추이를 따라, 잔돌날을 포함한 석기군이 약 23,000년 전에는 제작·사용되었다. 후반기에는 거의 처음부터 세세하고 좁은 지역성이 확립되어 홋카이도를 제외하면 도호쿠, 간토, 주부, 긴키, 세토우치, 규슈 등의 구분이 가능하다. 각 지역에서는 석기 양식성(様式性)이 뚜렷하게 발달되었다. 예를 들어 도호쿠의 '히가시야마 형', 니가타에서 야마가타에 이르는 '스기쿠보 형', 긴키의 '고쿠후 형'이라고 하는 각종 '칼 모양 석기' (이 명칭에는 각 방면에서 이론이 제출되는 중이다)나, 세토우치에서 규슈에 이르는 '각뿔 모양 석기', 규슈의 '박편 첨두기(尖頭器)', '사다리꼴 석기' 등으로 불리는 모두 창 내지 칼 용도로 추정되는 대형 석기에 그 특징이 나타나 있다. 이 석기들의 재료가 되는 석재 또한 그 지역마다 다른 산지의 것이 이용되는 경향이 강했다. 쐐기모양은 중국 동북부와 이어져 있던 홋카이도를 통해 들어와 동일본을 중심으로 퍼졌으며, 각뿔 모양이나 배 모양은 중국 남부에서 직접 규슈로 전해진 것으로 밝혀졌다.
이러한 석기와 석재의 변화는 당시 사람들의 이동 생활과 생업 활동의 변화와 관련이 있다. 전반기에는 그동안 넓게 분산되어 있던 체류·거주 장소가 하천 유역으로 집중되고 그 수 또한 급증함에 따라 인구가 증가한 것으로 추정된다. 또한 그러한 이동·거주의 변화를 촉진한 배경으로는 기후나 동식물 생태계의 변화가 관련되어 있었다고 생각된다. 29,000년 전쯤부터 전 지구적으로 급격히 한랭화가 진행되어 약 25,000년 전쯤에는 최종빙기이자 최한랭기를 맞이했기 때문이다.
후반기 말에는 홋카이도에 한참 늦게 고혼슈 섬에도 잔돌날 석기군이 전개된다. 이는 홋카이도부터 동북 일본까지와 주부·간토 이남부터 규슈까지의 서일본으로 크게 두 지역으로 나뉘어 지역색이 띤다. 전자는 '유베쓰 기법'으로 제작된 '아바라야 형'의 특징적인 조각도 모양 석기(조기(彫器)라고도 함)를 수반한다. 후자는 '야데가와 기법'으로 본다. 이는 조각도 모양 석기를 동반하지 않는다.

### 간토·주부의 특수성
'칼 모양 석기'와 잔돌날이 대부분의 열도 전역에 전개되었지만 첨두기 석기군은 동일본에서도 특히 주부·간토 지역에서 지역적인 발전을 보인다. 첨두기란 물고기 비늘같이 작은 박편을 반복적으로 벗겨내 성형하여 나뭇잎 모양을 띠도록 만든 석창(의 끝부분)으로 크기는 10cm 이하가 많다. 주부·간토 지역에서는 칼 모양 석기군이 소형화되고 잔돌날 석기군이 등장할 때까지의 후반기 말에 이러한 첨두기가 제작된다. 나가노현 와다 고개, 도치기현 다카하라 산 흑요석 산지 유적에서는 양질의 흑요석을 생산하였다. 다카하라 산에서는 후기 구석기 시대 후반기부터 조몬 시대 초에 걸친(상세 시기 불명) 것으로 보이는 길이 14cm의 첨두기와 제작 장소가 2008년 조사에서 발견되었다.

## 유적

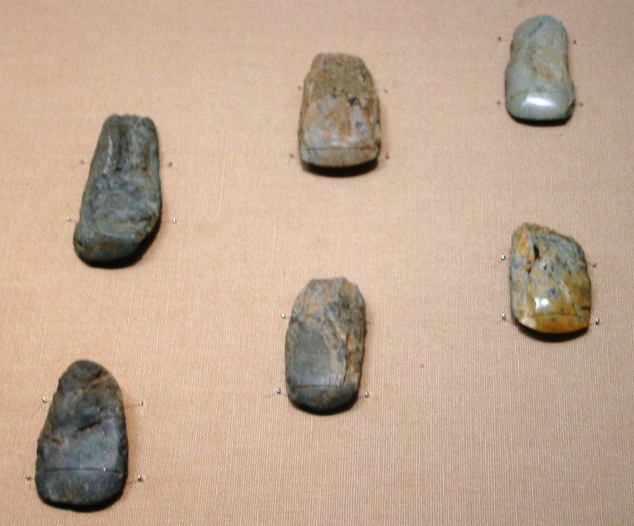
간석기

### 주거와 무덤
일본의 구석기 시대 유적은 대지·단구·구릉·고원 등 전망이 좋은 플라이스토세의 대지 연변에 있는 경우가 많다.
일상생활 장소로서의 거주지 유적, 사냥감해체장소 유적, 석기제작장 유적 등이 있다. 정주 주거 유적의 출토 예가 적기 때문에 구석기 시대 사람은 일정한 생활 영역 내를 이동하면서 채집·수렵생활을 했을 것이라고 보고 있다.
구석기 시대의 사람들은 대부분 동굴과 바위그늘을 주거지로 이용하였다고 알려져 있으나, 움막 주거지도 적지 않게 발견되고 있다. 오사카부 후지이데라시의 하사미산 우적의 주거지가 잘 알려져 있다.
그 외, 사자를 매장하는 널무덤이 발견되고 있다. 사자가 생전에 사용하던 장신구와 석기·옥 등을 부장하고, 거기에 적색 안료가 남아 있는 경우가 있다. 시베리아와 캄차카반도, 동아시아에서 사자를 매장하는 습속은 늦어도 2만년 전에는 생겨난 것으로 여겨진다. 주술적인 것으로 만들어진 듯한 높이 약 9 cm, 너비 2~3cm의 고케시(こけし, 손발이 없는 원통형의 몸통에 둥근 머리가 붙는 모양의 인형) 모양의 석우(石偶, 돌로 만든 작은 인형)가 출토되기도 한다. 또한, 자갈로 가는 선 모양을 만들어 동물을 묘사한 것도 발견된다.
구석기 시대 유적은 석기와 파편 등의 유물이 집중되어 있는 곳이 여러 곳, 복수의 자갈 군, 화로터, 주거지 터, 토갱, 묘갱 등으로 구성되어 있는 경우가 많다. 집락촌의 규모와 구성은 아직 잘 알려져 있지 않다.

### 토기의 출현
일본에서 최초로 토기가 어떻게 출현하였는지에 대해서는 분명히 알 수 없고, 특별한 증거가 있는 것도 아니나 일단은 북방에서 전파되어 왔다고 여겨지고 있다. 어쨌든 구석기 시대의 종반에는 규슈에서는 콩알무늬토기(豆粒文土器, 나가사키현 센푸쿠지 동굴 유적(泉福寺洞窟) 출토)가, 혼슈에서는 민무늬토기가 출현하였다. 일반적으로 토기는 운반·저장·취사에 쓰였다.

## 같이 보기
- 고고학적 시대분류 목록